# Енрекей
Енрекей (каз. Еңрекей) — упразднённое село в Жарминском районе Абайской области Казахстана. Входило в состав Ушбиикского сельского округа. Исключено из учетных данных в 2017 г. Код КАТО — 634483200.

## Население
В 1999 году население села составляло 175 человек (100 мужчин и 75 женщин). По данным переписи 2009 года, в селе проживали 103 человека (57 мужчин и 46 женщин).